# Ralf Sack
Ralf Sack (* 24. Dezember 1966) ist ein ehemaliger deutscher Fußballspieler. Von 1989 bis 1990 spielte er für Dynamo Dresden und Fortschritt Bischofswerda in der DDR-Oberliga, der höchsten Liga im DDR-Fußball.

## Sportliche Laufbahn
Als zur Saison 1983/84 die DDR-Juniorenoberliga neu aufgelegt wurde, gehörte zum Kader von Dynamo Dresden auch der 16-jährige Ralf Sack. Dort wurde er bis 1985 als Verteidiger eingesetzt. Von der Saison 1985/86 an spielte er für die zweitklassige DDR-Ligamannschaft Dynamo Dresden II und wurde bis zur Auflösung der Mannschaft nach der Saison 1988/89 regelmäßig weiter als Verteidiger aufgeboten. Von den in diesen vier Spielzeiten ausgetragenen 136 Ligaspielen bestritt Sack 104 Begegnungen und kam einmal zum Torerfolg. Sein einziges Punktspiel für die Oberligamannschaft von Dynamo Dresden absolvierte er 1988/89 in der Begegnung des 19. Spieltages im Dynamoduell BFC Dynamo – Dynamo Dresden. Er wurde beim 1:1-Unentschieden in der 78. Minute für den Verteidiger Uwe Kirchner eingewechselt. Damit hatte er auch einen minimalen Anteil am Meistertitel, den die Dresdner in dieser Saison gewannen.
Nach der Saison 1988/89 wurde Dynamo Dresden II aufgelöst. Während die meisten Spieler zur TSG Meißen, die den Ligaplatz der Dresdner übernommen hatten, wechselten, schloss sich Ralf Sack zur Saison 1989/90 dem Oberligaaufsteiger Fortschritt Bischofswerda an. Ohne Anpassungsschwierigkeiten bestritt er 23 der 26 Oberligaspiele und verpasste nur die letzten drei Partien wegen einer Verletzung. Ungewohnt wechselte er nun zwischen Abwehr und Mittelfeld. Das einzige Oberligator seiner Karriere schoss Ralf Sack bereits am 1. Spieltag, als er das Ehrentor seiner Mannschaft bei der 1:3-Auswärtsniederlage beim 1. FC Lok Leipzig erzielte. Die BSG Fortschritt stieg nach einer Saison wieder aus der Oberliga ab, und wendebedingt wandelte sie sich in den Fußballverein Fortschritt um. Infolge des Abstiegs musste Fortschritt wieder zweitklassig spielen, nach dem Ende der DDR nun in der umbenannten NOFV-Liga. In den 30 Ligaspielen kam Ralf Sack 26-mal zum Einsatz und wurde jetzt wieder hauptsächlich als Verteidiger aufgeboten.
Bischofswerda verpasste als Tabellenvierter die Möglichkeit, sich für die 2. Bundesliga zu qualifizieren und spielte nach Übernahme des bisherigen DDR-Spielbetriebes durch den DFB in der drittklassigen Amateur-Oberliga. Ralf Sack hingegen wechselte zum Eisenhüttenstädter FC Stahl, der in einer anderen Staffel ebenfalls in der NOFV-Amateur-Oberliga antrat. Dort blieb er nur für die Saison 1991/92, um danach einen erneuten Wechsel vorzunehmen. Er schloss sich 1992/93 dem Oberligaaufsteiger Dresdner SC an, bei dem er weitere zwei Spielzeiten blieb. Danach stieg der DSC in die viertklassige Landesliga ab, und Ralf Sack verabschiedete sich aus dem höheren Ligenbereich.